# Clifton-Partie-Est
Clifton-Partie-Est fut jusqu'au 24 décembre 1997 une municipalité de canton lorsqu'elle fusionna avec la municipalité de Saint-Isidore-d'Auckland pour créer la municipalité de Saint-Isidore-de-Clifton.

## Source en ligne
- Commission de toponymie du Québec